# Matidia (keizerin)
Matidia (circa 68-119) was keizerin in Rome van circa 112/4-119
Trajanus, die kinderloos was, behandelde zijn nichtje Matidia alsof zij zijn eigen dochter was. Toen haar moeder, keizerin Marciana, rond 112/4 stierf, werd haar de titel Augusta toegekend. Wanneer dat precies was is moeilijk te achterhalen, aangezien de bronnen variëren tussen 105, 112 en 114.
Matidia kreeg minstens twee kinderen uit twee huwelijken. Een was Vibia Sabina, de toekomstige vrouw van Hadrianus, de ander was Rupilia Faustina, grootmoeder van de latere keizer Marcus Aurelius.
Matidia stierf twee jaar na haar oom Trajanus. Hadrianus kende haar de titel Diva (goddelijk) toe en liet een tempel voor haar bouwen op het Marsveld.